# فابريتسيو رونكيتي
فابريتسيو رونكيتي (بالإسبانية: Fabrizio Ronchetti) هو لاعب كرة قدم أوروغواياني في مركز الهجوم، ولد في 26 يونيو 1985 في مونتيفيديو في الأوروغواي. لعب مع جوفينتود وديبورتيفو سابريسا وسبورتيفو سيريتو ونادي كارتاهينيس.

## وصلات خارجية
- Fabrizio Ronchetti على موقع قاعدة بيانات كرة القدم.إي يو (الإنجليزية)
- Fabrizio Ronchetti على موقع Soccerway.com (الإنجليزية)